# Leptomastidea jeanneli
Leptomastidea jeanneli är en stekelart som beskrevs av Mercet 1924. Leptomastidea jeanneli ingår i släktet Leptomastidea och familjen sköldlussteklar.
Artens utbredningsområde är:
- Etiopien.
- Ghana.
- Kenya.
- Nigeria.
- Togo.
- Zimbabwe.

Inga underarter finns listade i Catalogue of Life.